# Cantonul Château-la-Vallière
Cantonul Château-la-Vallière este un canton din arondismentul Tours, departamentul Indre-et-Loire, regiunea Centru, Franța.

## Comune
- Ambillou
- Braye-sur-Maulne
- Brèches
- Channay-sur-Lathan
- Château-la-Vallière (reședință)
- Couesmes
- Courcelles-de-Touraine
- Hommes
- Lublé
- Marcilly-sur-Maulne
- Rillé
- Saint-Laurent-de-Lin
- Savigné-sur-Lathan
- Souvigné
- Villiers-au-Bouin